# متلازمة المهرج
متلازمة المهرج (بالإنجليزية: Harlequin syndrome)‏ حالة مرضيَّة تتميز بتعرُّق واحمرار غير متناظر في الوجه والرقبة والجزء العلوي للصدر، تنتج عن إصابة في الجهاز العصبي الذاتي (الودي)، الذي يتحكم في العديد من العمليات الفيزيولوجية للجسم مثل التعرق وتوهج البشرة واستجابة حدقات العين للمنبهات، يعاني الأفراد المصابون بهذه المتلازمة من غياب التعرق الجلدي في جانب واحد من الوجه والصدر والذراع، وقد يحدث هذا الاضطراب في أي عمر، يعاني قرابة 200 ألف شخص على الأقل في الولايات المتحدة الأمريكية من هذه المتلازمة.
تظهر الأعراض المرتبطة بهذه المتلازمة عندما يكون المصاب في حالات فيزيولوجية معينة مثل: ممارسة الرياضة، بيئة دافئة، موقف عاطفي، وفي حين يكون تعرق ولون الجلد طبيعياً ويتناسب مع الحالة الفيزيولوجية في الطرف السليم، يغيب التعرق والتوهج بشكل كامل في الطرف المقابل، كما يمكن أن تحدث هذه المتلازمة نتيجة استئصال أو أذية التعصيب الودي الصدري أثناء العمليات الجراحية المختلفة مثل عملية قطع التعصيب الودي الصدري بالتنظير ETS، وقد تحدث متلازمة المهرج أيضاً كاختلاط لنقص أكسجة الدم في الجزء العلوي من الجسم مقارنة بالجزء السفلي.

## العلامات والأعراض
إنَّ العلامات التي تشاهد في سياق متلازمة المهرج هي احمرار وتعرق في جانب واحد فقط من الوجه والرقبة والجزء العلوي من الصدر بعد التعرض للحرارة أو القيام بجهد شاق، وتترافق في كثيرٍ من الحالات بمتلازمة هورنر، والتي هي عبارة عن اضطراب آخر يرتبط بالجهاز العصبي الودي أيضاً.
ترتبط متلازمة المهرج بخلل وظيفي في الجهاز العصبي الودي، ولذلك يمكن تلخيص أهم الأعراض الرئيسية لها بما يلي: غياب التعرق والاحمرار في جانب واحد من الوجه والرقبة والجزء العلوي للصدر، بالإضافة لأعراض أخرى مثل الصداع العنقودي وخلل في إفرازات الأنف ودمع العينين والتقلص غير الطبيعي للحدقات استجابةً للمنبهات الضوئية وضعف عضلات الرقبة وتدلي الجفن العلوي لإحدى العينين.

## الأسباب
من الأسباب المحتملة لمتلازمة المهرج إصابة الألياف العصبية الودية ما قبل وما بعد العقدية أو إصابة الخلايا العصبية في العقدة الهدبية، ويعتقد أيضاً أنَّ انفتال أو انحناء العمود الفقري الصدري يمكن أن يسبب انسداداً في الشريان الجذري الأمامي والذي يؤدي بدوره لحدوث متلازمة المهرج، يتسبب العجز أو الخلل الودي في الجانب المصاب في ظهور العمليات الفيزيولوجية في الجانب الآخر السليم بشكل أكثر وضوحاً، ومن غير الواضح فيما إذا كانت استجابة الجانب السليم طبيعية أو مفرطة، ولكن يُعتقد أنها يمكن أن تكون نتيجة لمحاولة الجسم التعويض عن الخلل في الجانب المصاب والحفاظ على التوازن، على كل حال ونظراً لأن سبب وآلية متلازمة المهرج لا تزال غير معروفة ومحددة بشكلٍ دقيق حتى الآن فلا توجد طريقة لمنع هذه المتلازمة أو الوقاية منها.

## آلية الحدوث
على الرغم من أن الآلية الدقيقة لمتلازمة المهرج لا تزال غير واضحة حتى الآن، ولكن فهم الخلل الناتج عنها أمرٌ مهم للغاية، حيث يُعتقد أن غالبية الحالات تحدث عند إصابة حزم من الأعصاب الودية في منطقة الرأس والرقبة، هذه الحزم العصبية هي المسؤولة عن إرسال تنبيهات عصبية من الجهاز العصبي الودي إلى بقية أنحاء الجسم، ويمكن أن يكون الضرر أو الآفات القريبة من الفقرات الرقبية الثانية والثالثة هي التي تؤدي لغياب التعرق في جانب واحد من الوجه والعنق والجزء العلوي للصدر.
تصنف متلازمة المهرج عادةً إلى: بدئية، مجهولة السبب، خلقية، ثانوية، علاجية المنشأ.

## التشخيص
يعتمد تشخيص متلازمة المهرج على ظهور العلامات والأعراض الخاصة بها عند المريض، لذلك يعتبر الفحص السريري هو الطريقة الرئيسية للتشخيص، ومع ذلك قد يحتاج طبيب الأمراض العصبية أو طبيب الصحة العامة إلى إجراء تصوير بالرنين المغناطيسي MRI لاستبعاد بعض الأمراض والاضطرابات المماثلة مثل متلازمة هورنر ومتلازمة أدي ومتلازمة روس، من الآفات التي قد تلاحظ بالتصوير بالرنين المغناطيسي مناطق مصابة بالقرب من الدماغ أو النخاع الشوكي، أو مناطق تلف في النهايات العصبية، ومن المهم أيضاً أن يستبعد الطبيب الأمراض الأخرى المشابهة عن طريق إجراء بعض الاختبارات مثل: قياس ضغط الدم الانتصابي، مناورة فالسالفا، اختبار التعرق، تخطيط القلب، وأحياناً يجب إجراء طبقي محوري للقلب والرئتين لاستبعاد وجود آفات هيكلية كامنة، وأخيراً تجدر الإشارة لضرورة أخذ القصة المرضية للمصاب بعناية وتفصيل.

## العلاج والإنذار
لا تؤثر متلازمة المهرج على الصحة العامة للفرد بشكلٍ كبير، ولذلك فإنَّ العلاج ليس ضرورياً بشكل روتيني، ولكن في بعض الحالات التي قد تسبب فيها المتلازمة حرجاً اجتماعياً للفرد يمكن أخذ قطع التعصيب الودي المقابل بعين الاعتبار، ومع ذلك ونظراً لأن أعراض متلازمة المهرج لا تؤثر عادةً على الحياة اليومية للمصاب، لا يُنصح بمثل هكذا علاج إلا إذا كان المريض غير مرتاحٍ بشكلٍ كبير للاحمرار والتعرق المرتبط بالمتلازمة.

## أبحاث
استخدم باحثون من معهد سيفيدوريس في أغسطس عام 2016 ذيفان جرثومة البوتولينوم كوسيلة لمنع إفراز الأسيتيل كولين من الخلايا العصبية قبل العقدية، وعلى الرغم من أنهم لاحظوا انخفاضاً في حدوث احمرار الجلد إلا أنَّ التعرق لم يتأثر.
كانت هناك دراسات عديدة للمرضى الذين عانوا من هذه المتلازمة بعد عمليات جراحية، وقد ظهرت أعراض مشابهة لمتلازمة المهرج عند بعض المرضى بعد وضعهم على مضخة مخدرات وريدية بهدف تسكين الألم، وعند إجراء تصوير بالرنين المغناطيسي لم يظهر أي دليل على وجود نزف أو انضغاط عصب أو آفات عضوية أخرى تسبب الحالة، وبعد مراقبة دقيقة لمدة 16 ساعة بدأت الأعراض تتراجع تدريجياً واختفت بشكل كامل في نهاية المطاف.
على الرغم من أن الآلية الدقيقة لحدوث هذه المتلازمة لا تزال غير واضحة حتى الآن، ولكن معرفة الفيزيولوجيا المرضية للحالة والمتابعة الدقيقة وطمأنة المريض هي عوامل حيوية وهامة للتحكم بالحالة.

## التسمية
ينسب اسم المتلازمة إلى لانس ودروموند الذين استوحوا التسمية من الملامح غير الواضحة لوجوه المصابين التي تشبه إلى حدٍّ ما أقنعة المهرجين.